# غرابه
غرابه (به عربی: غرابة) روستایی فلسطینی، واقع در ۲۲ کیلومتری شمال شرق صفد بود.